# Açu
Açu là một đô thị thuộc bang Rio Grande do Norte, Brasil. Đô thị này có diện tích 1269,235 km², dân số năm 2007 là 52000 người, mật độ 40,3 người/km².